# Kálium-szilikát
A kálium-szilikát egy vízoldékony szilikát. Kálium, szilícium, és oxigén alkotja. 

## Felhasználása
Élelmiszerek esetén elsősorban csomósodást gátló anyagként, alkalmazzák E560 néven. 
A történelem folyamán leginkább fából készült tárgyak összeragasztásához használták. Másik alkalmazása a fa tárgyak felületének bevonása volt, mely során a fa tűzálló lett. A bevonat készítése olcsó volt, a folyamatot többször megismételték.